# Zambia en los Juegos Paralímpicos de Sídney 2000
Zambia compitió en los Juegos Paralímpicos de Sídney 2000. Se trató de la segunda participación en los Juegos Paralímpicos. El atleta en silla de ruedas Lango Sinkamba, quien había participado en los Juegos Paralímpicos de Atlanta 1996, participó en el maratón, siendo la segunda ocasión en la que participaba en unos juegos. La sprinter con discapacidad visual Nancy Kabala, participó por primera vez en los Juegos en la prueba de los 100 metros. Ningunos de los dos atletas obtuvo medalla.

## Atletismo
Sinkamba participó en el maratón, y mejoró su tiempo de 1996 al cruzar la meta con un tiempo de 2:51:55, aunque finalizó en última posición. Kalaba terminó última de su serie, con un tiempo de 18,88 segundos, casi dos segundos más que la segunda atleta más lenta en todas las series.
| Nombre         | Deporte   | Prueba                | Puntuación      | Puesto               |
| -------------- | --------- | --------------------- | --------------- | -------------------- |
| Nancy Kalaba   | Atletismo | 100 m femenino T12    | 15,88 (serie 2) | 4.º; no se clasificó |
| Lango Sinkamba | Atletismo | Maratón masculino T54 | 2:51:55         | 45.º                 |